# ジャン・デヴィリアス
ジャン・デヴィリアス（Jean de Villiers、1981年2月24日 - ）は、南アフリカ共和国出身の元ラグビー選手。

## 略歴
2001年、ウェスタン・プロヴィンスと契約する。
2002年、デヴィリアスはブリッツボッカの一員として、マンチェスターで行われたコモンウェルスゲームズのセブンズ部門での銅メダル獲得に貢献した。
この年の11月、マルセイユで行われたフランス戦で代表デビューを果たすが、開始数分で膝にケガを負い、負傷退場した。
このケガ以降、デヴィリアスは膝に何度もメスをいれることになる。
2004年、復帰したデヴィリアスは主にウィングとして出場した。
この年のトライネイションズでは全4試合で3トライを挙げ、ウェスタン・プロヴィンスでのチームメイトでもあるモーリス・ジュベール(彼は、エリス・パーク・スタジアムでのオールブラックス戦でハットトリック)とともに、トライ王に輝き、ボクスの優勝に貢献した。
2005年からは、インサイドセンターでの出場が増える。
この年、ストーマーズでの初出場を果たす。
2007年、ワールドカップのスプリングボクスの一員に選ばれる。
ウォームアップマッチのナミビア戦でトライを挙げ、初のワールドカップに闘志を燃やしていたが、プールステージ初戦のサモア戦でケガを負い、43分に負傷退場。結果、ボクスは優勝したものの、デヴィリアスはこの1試合のみの出場にとどまった。
2009年、デヴィリアスはウェスタン・プロヴィンスを離れ、アイルランドのマンスターに1年契約(2年の追加オプション付き)で移籍する。
マンスターでは、マグナーズリーグのニューポート・グウェント・ドラゴンズ戦でデビューを果たすと、23試合(先発21交代2)で8トライの活躍を見せた。
この年のトライネイションズではキングス・パーク・スタジアムでのオールブラックス戦で50キャップを獲得。ハミルトンでのオールブラックス戦でトライを挙げるなど、チームの優勝に貢献した。
2010年、デヴィリアスはマンスターとの契約を更新せず、ストーマーズに復帰。
ボクスでは、ブルズのスーパー14優勝に貢献したワイナンド・オリフィエをヘッドコーチのピーター・デヴィリアスが起用したため、シーズン序盤はウィングで出場した。
また、デヴィリアスはストーマーズとしてスーパー14、ウェスタン・プロヴィンスとしてカリーカップの決勝それぞれに出場(スーパー14はブルズ、カリーカップはナタール・シャークスにそれぞれ敗戦)。
2011年、デヴィリアスはトライネイションズのスコッドに選ばれるが、 1試合の出場に留まる。
ワールドカップのボクスの一員に選ばれたデヴィリアスは、初戦のウェールズ戦では開始25分で負傷退場。だが、サモア戦で、フランソワ・ホーハートに代わって登場すると、ワールドカップ自己最多の3試合に出場した。
2012年、スプリングボクスのヘッドコーチに任命されたハイネケ・メイヤーから第54代キャプテンに指名された。
2015年、キャプテンとして臨んだワールドカップイングランド大会において初戦の日本代表戦で敗戦を喫した。その後のサモア代表戦において顎を骨折し(試合は南アフリカが勝利)、大会からの離脱と代表引退を表明した。大会終了後イングランド1部のプレミアシップのレスター・タイガースに加入したが怪我もあり2試合のみの出場でクラブを去った。

## プロフィール
- ポジションはウィング、センター。
- 身長 190cm、体重 103kg
- 代表デビューは2002年のフランス戦
- 2012-15年の間南アフリカ共和国代表主将を務めた。主将としてはジョン・スミットに次ぐボクス史上2位の37試合。[2]